# Wilks Memorial Award
Der Samuel S. Wilks Memorial Award wird von der American Statistical Association als Ehrung für besonders gute Arbeiten auf dem Gebiet der Statistik vergeben. Der Preis wird seit 1964 jährlich verliehen und ist dem Gedenken an den US-amerikanischen Mathematiker Samuel S. Wilks gewidmet. Die Ehrung besteht aus einer Medaille und einem Preisgeld von 1500 US-Dollar.

## Preisträger
- 1964: Frank E. Grubbs
- 1965: John W. Tukey
- 1966: Leslie E. Simon
- 1967: William Gemmell Cochran
- 1968: Jerzy Neyman
- 1969: William John Youden (1900–1971)
- 1970: George W. Snedecor
- 1971: Harold F. Dodge (1893–1976)
- 1972: George Box
- 1973: H. O. Hartley
- 1974: Cuthbert Daniel (1904–1997)
- 1975: Herbert Solomon
- 1976: Solomon Kullback
- 1977: Churchill Eisenhart (1913–1994)
- 1978: William Kruskal
- 1979: Alexander M. Mood
- 1980: Wilson Allen Wallis
- 1981: Holbrook Working (1895–1985)
- 1982: Frank Proschan
- 1983: William Edwards Deming
- 1984: Zygmunt William Birnbaum (1903–2000)
- 1985: Leo A. Goodman
- 1986: Frederick Mosteller
- 1987: Herman Chernoff
- 1988: Theodore W. Anderson
- 1989: C. R. Rao
- 1990: Bradley Efron
- 1991: Ingram Olkin
- 1992: Wilfrid Dixon
- 1993: Norman L. Johnson
- 1994: Emanuel Parzen
- 1995: Donald Rubin
- 1996: Erich Leo Lehmann
- 1997: Leslie Kish
- 1998: David O. Siegmund
- 1999: Lynne Billard
- 2000: Stephen E. Fienberg
- 2001: George C. Tiao
- 2002: Lawrence D. Brown
- 2003: David L. Wallace
- 2004: Paul Meier
- 2005: Roderick Joseph A. Little
- 2006: Marvin Zelen
- 2007: Colin L. Mallows
- 2008: Scott Zeger
- 2009: Lee-Jen Wei
- 2010: Pranab K. Sen
- 2011: Nan M. Laird
- 2012: Peter Gavin Hall
- 2013: Kanti Mardia
- 2014: Madan L. Puri
- 2015: James O. Berger
- 2016: David Donoho
- 2017: Wayne Fuller
- 2018: Peter J. Bickel
- 2019: Alan Gelfand
- 2020: Malay Ghosh
- 2021: Sallie A. Keller
- 2022: Jessica Utts
- 2023: Jeremy Taylor
- 2024: Joseph Ibrahim